# La Mort de Virginie
La Mort de Virginie est un tableau réalisé par le peintre français Claude Joseph Vernet en 1789, peu avant son décès. De format horizontal, cette huile sur toile est une illustration du dénouement de Paul et Virginie, le roman de Jacques-Henri Bernardin de Saint-Pierre publié en 1788.
D'après une anecdote ancienne, l'artiste aurait sauvé le manuscrit de cette pastorale de la destruction à laquelle le destinait l'écrivain. Il représente la plage de l'île de France contre laquelle le Saint-Géran fait naufrage à la fin du récit. L'angle inférieur gauche de la composition comprend toutes les figures, et principalement le narrateur et l'esclave Domingue, qui sont balayés par le vent de la tempête alors qu'ils entourent le cadavre de Virginie, allongée sur le dos après sa noyade. 
Exposée au Salon, à Paris, l'année de sa création, l'œuvre est conservée au musée de l'Ermitage, à Saint-Pétersbourg, en Russie. Elle est entrée dans les collections de ce musée d'art vers 1801.